# Lieth
Lieth település Németországban, Schleswig-Holstein tartományban. Lakosainak száma 367 fő (2023. december 31.).

## Népesség
A település népességének változása:
| Lakosok száma | 266  | 410  | 382  | 385  | 371  | 369  | 367  |
|               | 1975 | 2014 | 2017 | 2019 | 2021 | 2022 | 2023 |